# Cupressus atlantica
Cupressus atlantica — вид голонасінних рослин з родини кипарисових (Cupressaceae).

## Морфологічна характеристика

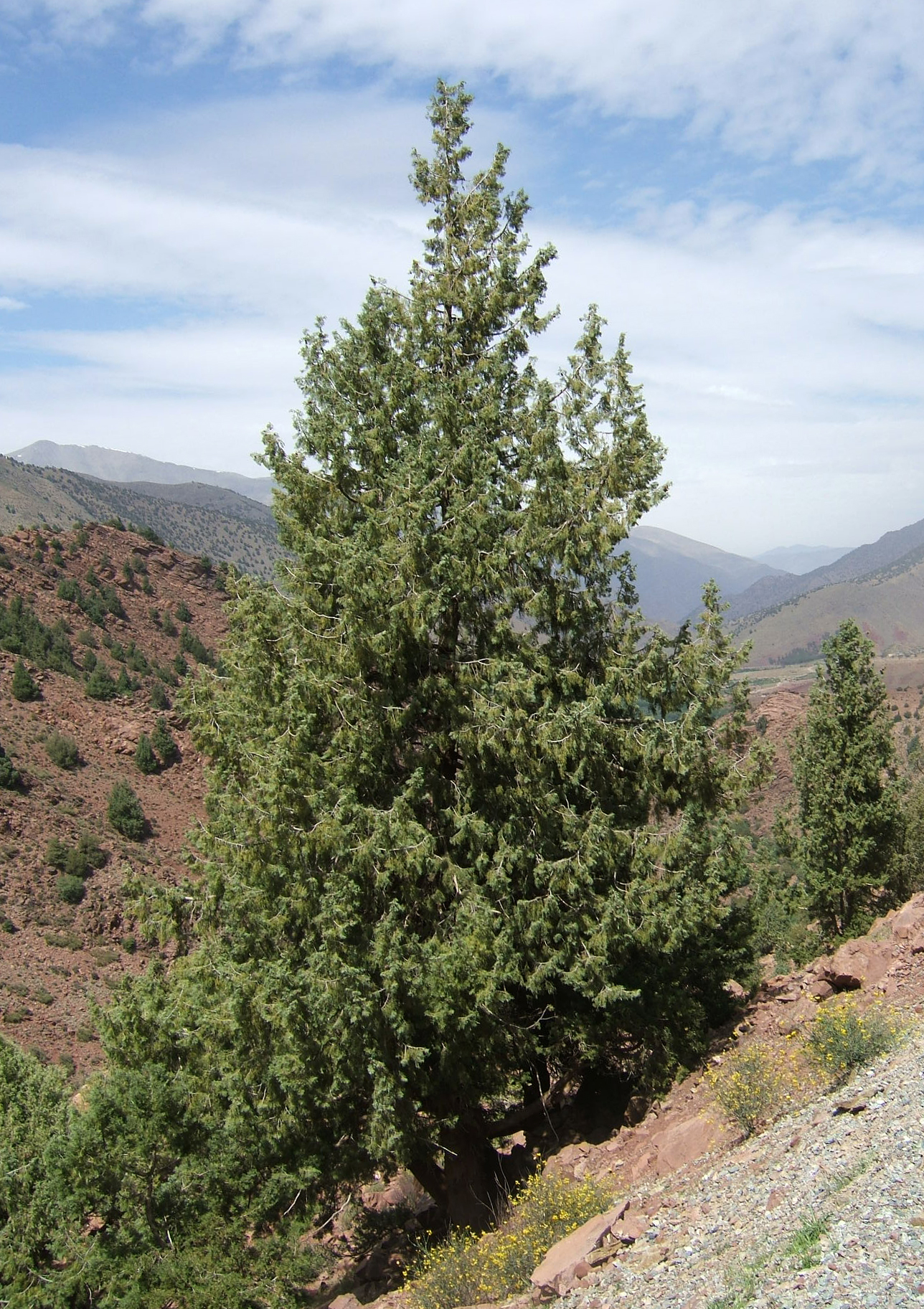

Дерево середнього розміру до 35 м заввишки; конічна форма з прямим стовбуром. Кора сіро-коричнева, поздовжньо тріщинувата. Гілки поставлені під великими кутами, загнуті вгору. Пагони першого порядку злегка сплощені в розрізі, дуже тонкі. Загальний вигляд листя дрібнозернисте, злегка сизувате, особливо на молодому дереві.

## Поширення
Ендемік Марокко. Ендемік гір Високого Атласу на півдні Марокко. Дерева ростуть на висоті 1100–2000 м у середземноморському кліматі з кількістю опадів 350–700 мм/рік.